# 南方鱷屬
南方鱷屬（學名：Notosuchus）意思是“南方的鱷魚”，是個已滅絕鱷形超目，屬於南方鱷類親。牠們是陸生爬行動物，生存於白堊紀（康尼亞克階或桑托階）的南美，約8500萬年前。這類動物的化石在阿根廷巴塔哥尼亞的內烏肯地層發現。

## 词源
南方鳄的属名分别取自古希腊语，Notos-意为“来自南方的”， -suchus意为“鳄”。

## 大眾文化
南方鱷曾出現在《恐龍星球》（Dinosaur Planet）電視節目中，獵食薩爾塔龍蛋。